# Холмс, Крис
Крис Холмс (полное имя Кристофер Джон Холмс (англ. Christopher John Holmes; род. 23 июня 1958, Глендейл, Калифорния) — американский рок-гитарист, наиболее известный работой в группе W.A.S.P.

## Биография
Крис вырос в Лос-Анджелесе, штат Калифорния. С детства был прихожанином Церкви Иисуса Христа Святых последних дней или Церкви мормонов. В конце 1970-х — начале 1980-х играл на гитаре в группах Buster Savage, LAX и Slave, пока не встретил Блэки Лолесса. Крис и Лолесс вместе с Рэнди Пайпером играл сперва в группе Sister, а с 1983 года — в W.A.S.P. В 1990 году Холмс покинул коллектив.
С 1990 по 1996 он играл в группах Psycho Squad и в Animal. Последняя была основана Рэнди Пайпером, который ушёл из W.A.S.P. в 1985 году. В 1996 году, по предложению Блэки Лолесса, Крис вернулся в W.A.S.P., но снова ушёл из группы в 2001 году. С 2001 по 2009 он играл в Psycho Squad, Animal, Big Ball Stars, L.A. Guns и других проектах.
В 2010 году Рэнди Пайпер пригласил Криса в свою новую группу W.A.S. (Where Angels Suffer), в состав которой также вошли Стив Унгер (бас, ex-Metal Church), Рич Льюис (вокал, Animal) и Стет Хоуленд (ударные, ex-Blackfoot, Lita Ford, Killing Machine, Belladonna, Impellitteri, W.A.S.P.). Группа исполняет как собственный материал, так и песни W.A.S.P.
В 2012 Крис выпустил сольный альбом «Nothing to lose», где он выступил как вокалист, гитарист и автор музыки и текстов. В записи альбома ему помогал его друг, бывший барабанщик Motörhead, Фил Тейлор.
В 2013 году Крис принял решение переехать на постоянное место жительства в Европу. Проведя некоторое время в Финляндии, переехал во Францию, так как его супруга и менеджер Кэтрин имеет французское гражданство.
Воодушевлённый успехом альбома «Nothing to lose», приступил к записи второго сольного альбома «Shitting Briks». Альбом вышел 2 мая 2015 и в этот же день Крис дал первый концерт в городе Нант (Франция) со своей группой «Mean Man».
15 января 2021 вышел документальный фильм «Mean Man: The Story of Chris Holmes».